# Фитусси, Жан-Поль
Жан-Поль Фитусси (фр. Jean-Paul Fitoussi, 19 августа 1942, Хальк-эль-Уэд, Французский протекторат Тунис — 15 апреля 2022, XVI округ Парижа) — французский экономист, доктор экономических наук.

## Биография
Жан-Поль Фитусси родился 19 августа 1942 года в Тунисе. С 1982 года является профессором в Институте политических исследований Парижа. С 14 апреля 2004 года является членом Совета директоров Telecom Italia. В 2008 году стал координатором созданной президентом Николя Саркози Комиссии по основным показателям экономической деятельности и социального прогресса.
Имеет орден Почётного Легиона. Он также является офицером «Ордена принца Генриха Португальского».

## Публикации
- Стиглиц Дж., Сен А., Фитусси Ж.-П. Неверно оценивая нашу жизнь: Почему ВВП не имеет смысла? Доклад Комиссии по измерению эффективности экономики и социального прогресса = Mismeasuring our lives: why GDP doesn't add up / Пер. с англ.  И. Кушнаревой; науч. ред. перевода Т. Дробышевская. — М.: Изд-во Института Гайдара, 2016. — 216 с. — ISBN 978-5-93255-427-2.